# Стара обсерваторія (Бонн)

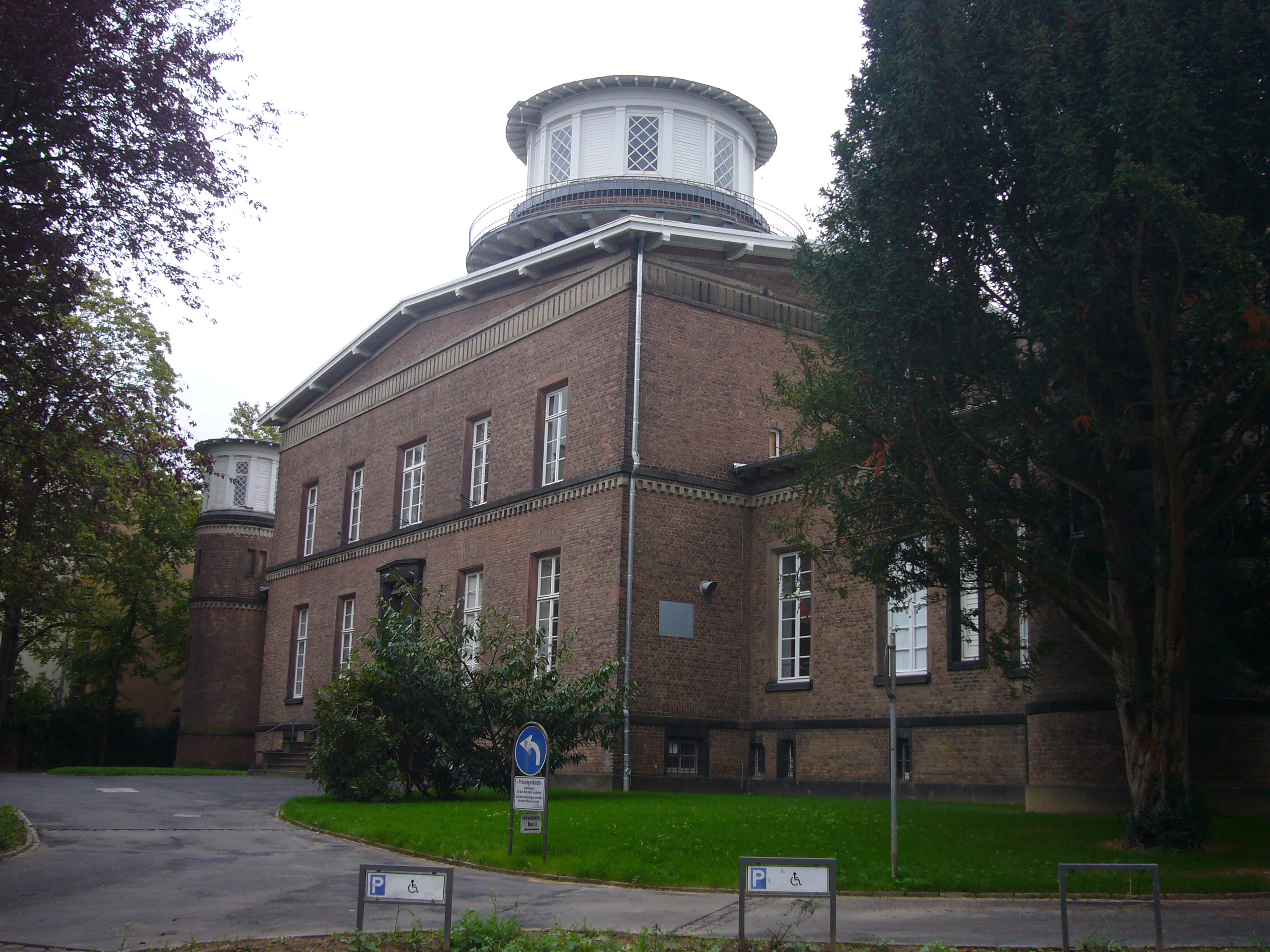
Будівля Старої обсерваторії

50°43′40″ пн. ш. 7°05′51″ сх. д. / 50.7278° пн. ш. 7.09758° сх. д.
Стара обсерваторія (нім. Alte Sternwarte) — історична обсерваторія XIX століття в німецькому місті Бонні. Розташована в районі Зюдштадт за адресою Поппельсдорфська алея 47. Обсерваторію заснував Фрідріх Вільгельм Август Аргеландер. І головна будівля, і окремий купол телескопа на території занесені до списку історичних пам'яток. Міжнародний астрономічний союз включив Стару обсерваторію до списку Видатної астрономічної спадщини.

## Історія

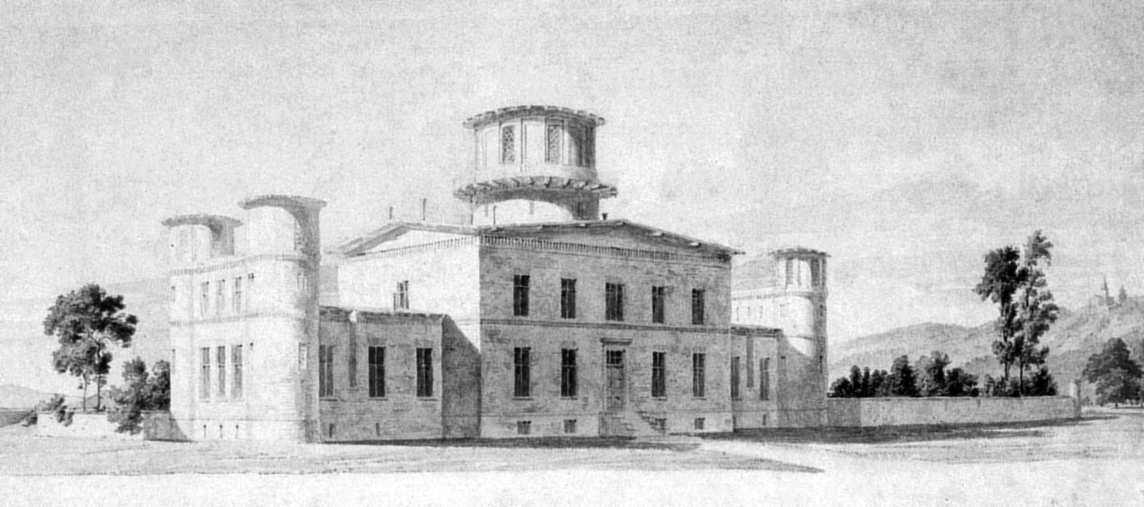
Переглянутий Карлом Фрідріхом Шінкелем проєкт обсерваторії, 1838 рік

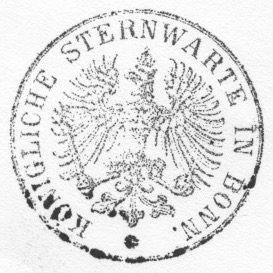
Відбиток печатки Королівської обсерваторії

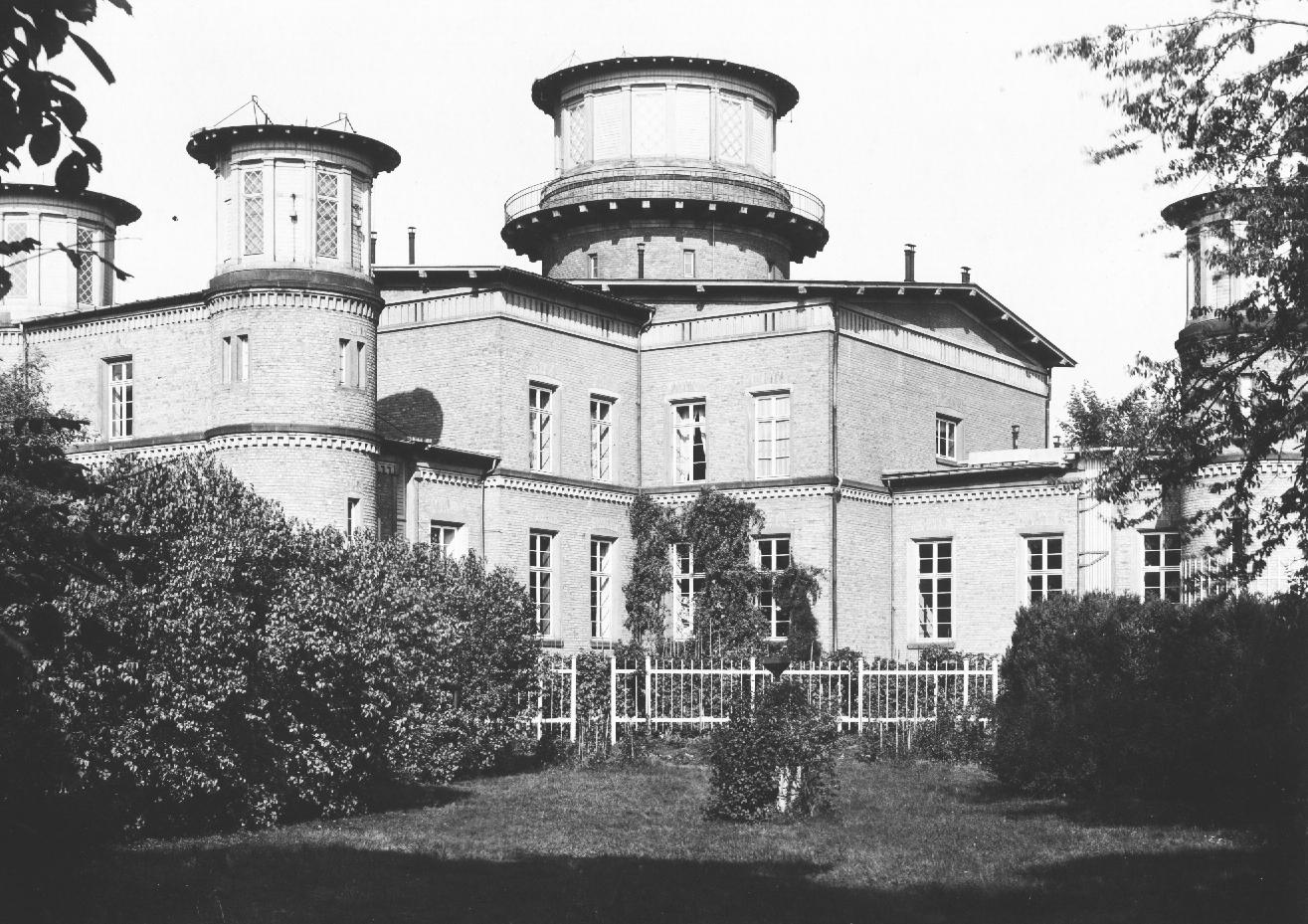
Боннська обсерваторія. Фотографія 1893 року

У 1836 році в Боннський університет прийшов на роботу астроном Фрідріх Вільгельм Август Аргеландер. Завдяки дружбі з прусським королем Фрідріхом Вільгельмом IV йому вдалося побудувати власну обсерваторію. Будівлю у стилі класицизму спроєктували у 1837 році Аргеландер та університетський будівельний інспектор Петер Йозеф Лейдель (1798—1845). Після деяких коригувань проєкту Карлом Фрідріхом Шінкелем, обсерваторію побудували в 1840—1844 роках. У 1845 році обсерваторія запрацювала. На офіційній печатці обсерваторії було написано: «Королівська обсерваторія в Бонні». Ще в 1837 році Аргеландер запропонував прусському міністру культури Карлу фон Штайну закупити інструменти для споруджуваної обсерваторії. Серед них було 11 приладів для спостереження, астрономічні маятникові годинники та барометри. Він використав деякі з цих інструментів для проведення Боннського огляду. «Велику рефракторну кімнату» обсерваторії побудували в 1899 році.

### XX століття
Після 1952 року деякі телескопи перемістили до нової Обсерваторії Гоер-Ліст в Айфелі. У 1973 році інститут обсерваторії разом з іншими астрономічними інститутами університету переїхав до Енденіха. Сьогодні вони утворюють Інститут астрономії Аргеландера. Від 1975 року рефракторна кімната Старої обсерваторії використовується Боннською громадською обсерваторією. Частина інструментів зараз знаходиться в Університетському музеї в Бонні, а частина в Німецькому музеї в Мюнхені.
Довгий час у Старій обсерваторії розташовувався відділ медіадосліджень Інституту лінгвістики, медійних та музичних досліджень Боннського університету, але тепер цей відділ знаходиться на Леннештрассе поблизу Гофгартена. Боннська радіостанція bonncampus96.8, а з 2013 року її наступник bonnFM вела мовлення з підвалу Старої обсерваторії, але в 2017 році переїхала в нову студію на алеї Аденауера поблизу Гофгартена.

## Архітектура
Міжнародний астрономічний союз описує боннську Стару обсерваторію разом із Берлінською обсерваторією 1835 року як важливий приклад типової хрестоподібної архітектури тогочасних обсерваторій. Будівлю відносять до класицизму. Вона має головний купол і шість додаткових куполів, по два на кожному з трьох бічних крил. Усі ці куполи на головній будівлі циліндричні, і лише окремо розташований купол 1899 року має напівсферичну форму, більш поширену в сучасних обсерваторіях.

## Сучасність
У Старій обсерваторії знаходиться, зокрема, Боннський аспірантський центр, але вважають, що будівля потребує часткової реконструкції.